# Abū l-Qāsim at-Taiyib
Abū l-Qāsim at-Taiyib (arabisch أبو القاسم الطيب, DMG Abū l-Qāsim aṭ-Ṭaiyib) ist der 21. Imam der Musta'li-Tayyibi-Ismailiten. Diese  werden nach Tayyib auch als Tayyibiten oder Ṭayyibī (arabisch طيبي) bezeichnet, nach dem letzten von ihnen anerkannten (einundzwanzigsten) Imām. Er ist nach der Überlieferung der tayyibitischen Musta'liten der Sohn von al-Amir (1096–1130), des 20. Imams der Ismailiten.
Die Mehrzahl der Musta'lis glaubte, dass at-Tayyib entschwunden sei, er sich aber in einer Verborgenheit aufhalte wie der Mahdi, so wie es die Ismailiten ursprünglich von Muhammad ibn Ismail glaubten.
Bei den Musta'liten wird unterschieden zwischen den  Tayyibiten (al-Ṭayyibiyya) und den Hafiziten (al-Ḥāfiziyya), die al-Hafiz, den Fatimiden-Herrscher Ägyptens zwischen 1130 und 1169 als legitimen Imām anerkennen, und nicht at-Tayyib. Die Hafiziten verloren alle Unterstützung nach dem Untergang der Fatimiden-Dynastie; die heutigen Musta‘liyya sind alle Tayyibiten.
Zu den Musta'li-Tayyibi-Ismailiten zählen Dawudi Bohras, Sulaimani Bohra und Alavi Bohra u. a.